# أحلام لا تعرف الدموع (مسلسل)
أحلام لا تعرف الدموع هو مسلسل كويتي درامي إنتاج عام 2006.

## طاقم التمثيل
- إلهام الفضالة
- عبد الرحمن الخطيب
- ليلى السلمان
- منى عبد المجيد
- بثينة الرئيسي
- محمود بوشهري
- سعود الشويعي
- رامي عبد الله
- محمد العجيمي
- أحمد مساعد
- أحمد العونان
- غرور
- روان
- أحمد العامر
- مي عبد الله
- زهرة دعيج
- شهد سلمان
- محمد الوادي
- فارس عاشور
- عبد الله صادق